# 仙台国税局
仙台国税局（せんだいこくぜいきょく）は、宮城県仙台市青葉区にある国税庁の地方支分部局で、青森県、岩手県、宮城県、秋田県、山形県、福島県の東北地方6県を管轄している。

## 組織
- 局長
  - 総務部
    - 総務課、人事第一課、人事第二課、会計課、企画課、厚生課、情報システム課、税務相談室、国税広報広聴室、税理士監理官、営繕監理官

  - 課税第一部
    - 課税総括課、個人課税課、資産課税課、資料調査課、審理官、資産評価官、国税訟務官

  - 課税第二部
    - 法人課税課、消費税課、資料調査課、酒税課、鑑定官室、統括国税調査官（酒税担当）、酒類業調整官

  - 徴収部
    - 管理運営課、徴収課、特別国税徴収官、特別整理第一部門〜特別整理第三部門、国税訟務官

  - 調査査察部
    - 調査管理課、特別国税調査官、調査第一部門〜調査第五部門、査察管理課、特別国税査察官、査察第一部門〜査察第四部門
- 税務署（52署）

### 仙台国税局長
仙台国税局長は東京国税局長と大阪国税局長以外の国税局長（札幌、関東信越、名古屋、金沢、広島、高松、福岡、熊本）とともに政令で規定される指定職2号の役職である。財務省主税局参事官、財務省外局である国税庁部長（課税、徴収、調査査察）、税務大学校副校長と同様である。
| 氏名      | 出身校      | 在任期間    | 前職                                         | 後職                                             |
| --------- | ----------- | ----------- | -------------------------------------------- | ------------------------------------------------ |
| 小原 昇   | 京都大学 法 | 2015年7月 - | 九州財務局長                                 | 国土交通省大臣官房審議官（官庁営繕部担当）       |
| 中山 峰孝 | 東京大学 法 | 2016年7月 - | 厚生労働省大臣官房審議官（職業能力開発担当） | 住宅金融支援機構監事                             |
| 後藤 健二 | 東京大学 法 | 2017年7月 - | 大臣官房政策金融課長                         | 国税庁調査査察部長                               |
| 新井 智男 |             | 2018年7月 - | 国税庁課税部課税総括課長                     | 国税庁徴収部長                                   |
| 成田 耕二 |             | 2019年7月 - | 大臣官房付                                   | 財務省大臣官房サイバーセキュリティ・情報化審議官 |
| 日置 重人 |             | 2020年7月 - | 経済協力開発機構                             | 大臣官房審議官                                   |
| 武田 一彦 |             | 2021年7月 - | 大臣官房会計課長                             |                                                  |

#### 仙台国税局総務部長
| 氏名      | 在任期間    | 前職                                          | 後職                               |
| --------- | ----------- | --------------------------------------------- | ---------------------------------- |
| 柳澤 聡   | 2017年7月 - | 札幌国税局総務部長                            | 中小企業基盤整備機構高度化事業部長 |
| 松崎 啓介 | 2018年7月 - | 国税庁長官官房総務課監督評価官室長 厚生管理官 | 金沢国税局長                       |
| 若木 裕   | 2019年7月 - | 国税庁長官官房厚生管理官                      | 金沢国税局長 金沢研修所長          |
| 木村 正之 | 2020年7月 - | 国家公務員共済組合連合会経理部長              | 国税庁徴収部徴収課長               |
| 椎谷 晃   | 2021年7月 - | 国税庁長官官房総務課監督評価官室長            |                                    |

税務職員採用試験は高等学校学習指導要領においてあらかじめ簿記会計学を修得している商業高等学校卒業者等を採用している。国税専門官採用実績大学としては、国立大学は旧帝国大学等、私立大学は早慶等（大蔵国税三田会等）となっている。租税教育の一環として商業高等学校生徒等を対象に租税教室や職場体験（インターンシップ）を行っている。

## 管内税務署

### 青森県
- 青森税務署（青森市）
- 弘前税務署（弘前市）
- 八戸税務署（八戸市）
- 黒石税務署（黒石市）
- 五所川原税務署（五所川原市）
- 十和田税務署（十和田市）
- むつ税務署（むつ市）

### 岩手県
- 盛岡税務署（盛岡市）
- 宮古税務署（宮古市）
- 大船渡税務署（大船渡市）
- 水沢税務署（奥州市）
- 花巻税務署（花巻市）
- 久慈税務署（久慈市）
- 一関税務署（一関市）
- 釜石税務署（釜石市）
- 二戸税務署（二戸市）

### 宮城県
- 仙台北税務署（仙台市青葉区）
- 仙台中税務署（仙台市若林区）
- 仙台南税務署（仙台市太白区）
- 石巻税務署（石巻市）
- 塩釜税務署（塩竈市）
- 古川税務署（大崎市）
- 気仙沼税務署（気仙沼市）
- 大河原税務署（柴田郡大河原町）
- 築館税務署（栗原市）
- 佐沼税務署（登米市）

### 秋田県
- 秋田南税務署（秋田市）
- 秋田北税務署（秋田市）
- 能代税務署（能代市）
- 横手税務署（横手市）
- 大館税務署（大館市）
- 本荘税務署（由利本荘市）
- 湯沢税務署（湯沢市）
- 大曲税務署（大仙市）

### 山形県
- 山形税務署（山形市）
- 米沢税務署（米沢市）
- 鶴岡税務署（鶴岡市）
- 酒田税務署（酒田市）
- 新庄税務署（新庄市）
- 寒河江税務署（寒河江市）
- 村山税務署（村山市）
- 長井税務署（長井市）

### 福島県
- 福島税務署（福島市）
- 会津若松税務署（会津若松市）
- 郡山税務署（郡山市）
- いわき税務署（いわき市）
- 白河税務署（白河市）
- 須賀川税務署（須賀川市）
- 喜多方税務署（喜多方市）
- 相馬税務署（相馬市）
- 二本松税務署（二本松市）
- 田島税務署 （南会津郡南会津町）